# Gud finns, hennes namn är Petrunya
Gud finns, hennes namn är Petrunya är en makedonsk dramafilm från 2019 regisserad av Teona Strugar Mitevska. Filmen valdes ut för att tävla om Guldbjörnen vid Filmfestivalen i Berlin 2019.

## Roller
- Zorica Nusheva som Petrunya
- Labina Mitevska som journalisten Slavica
- Stefan Vujisic som den unga officeren Darko
- Suad Begovski som präst